# Gåsborns församling
Gåsborns församling var en församling i Karlstads stift i Svenska kyrkan i Filipstads kommun i Värmlands län. Församlingen uppgick 2010 i Filipstads församling.

## Administrativ historik
Församlingen bildades 1693 genom en utbrytning ur Färnebo församling. 1777 utbröts Rämmens församling.
Församlingen var till 1859 annexförsamling i pastoratet Filipstad, Färnebo, Brattfors och Gåsborn som 1731 utökades med Nordmarks församling och 1777 med Rämmens församling. Från 1859 till 1962  utgjorde församlingen ett eget pastorat. Från 1962 till 1976 var församlingen annexförsamling i pastoratet Nordmark och Gåsborn för att därefter till 2002 vara annexförsamling i pastoratet Rämmen och Gåsborn. Från 2002 till 2010 ingick i Filipstads pastorat. Församlingen uppgick 2010 i Filipstads församling.

## Organister
| Period    | Namn                             | Levnadstid | Övrigt   |
| --------- | -------------------------------- | ---------- | -------- |
| 1794-1804 | Lars Jonsson Berglöf (Bergquist) | 1774-1830  | Organist |
| 1805-1808 | Erik Henrik Jonaeus              | 1766-      | Organist |
| 1808-1833 | Lars Jonsson Saxén               | 1784-      | Organist |
| 1833-1836 | Jonas Saxén                      | 1810-1898  | Organist |
| 1836-1902 | Anders Andersson                 | 1812-1903  | Organist |

## Kyrkor
- Gåsborns kyrka